# غراهام هانكوك
غراهام هانكوك (بالإنجليزية: Graham Hancock)‏ هو كاتب وصحفي بريطاني، ولد في 2 أغسطس 1950 في إدنبرة في المملكة المتحدة.

## وصلات خارجية
- غراهام هانكوك على موقع IMDb (الإنجليزية)
- غراهام هانكوك على موقع ميوزك برينز (الإنجليزية)
- غراهام هانكوك على موقع ديسكوغز (الإنجليزية)
- غراهام هانكوك على موقع قاعدة بيانات الفيلم (الإنجليزية)